# Discographie de Matti Salminen
Voici une liste des enregistrements de Matti Salminen.

## Liste
- Bach: Passion selon saint Matthieu - Chœur et orchestre Bach de Munich / Karl Richter, DG 413939
- Beethoven: Symphonie n° 9 - Price, Horne, Vickers/Chœur et Orchestre philharmonique de New York / Zubin Mehta, RCA RD 84734 QE
- Beethoven: Symphonie n° 9 - Schmind, Hollweg/ Chœur et Orchestre du Bayer Leverkusen / Rainer Koch, Bayer Leverkusen
- Monteverdi: Le Couronnement de Poppée - Yakar, Schmidt, Perry, Tappey, Esswood, Oliver/ Opéra de Zürich / Nikolaus Harnoncourt, Telefunken 2292 42 739-2 XB
- Mozart: L'Enlèvement au sérail - Kenny, Watson, Schreier, Gamlich,Reichmann/ Chœur et Orchestre Mozart de l’Opéra de Zürich / Nikolaus Harnoncourt, Teldec 835673
- Mozart: La Flûte enchantée - Blochwitz, Gruberova, Bonney, Hampson/Chœur de l’opéra de Zürich et orchestre Mozart / Nikolaus Harnoncourt, Teldec 242716-2
- Mozart: Don Giovanni - Furlanetto, Cuberli, Heilmann, Meyer, Tomlinson / Orchestre philharmonique de Berlin/ Daniel Barenboim, Erato 2292-45588-2
- Mozart: Requim - Battle, Murray, Rendall / Chœur et Orchestre de Paris / Daniel Barenboim, Emi 270194-1
- Sallinen : Ratsumies - Valjakka, Erkkilä, Välkki, Wallen, Nieminen, Viitanen/ Chœur et Orchestre du Festival d'opéra de Savonlinna  / Ulf Söderblom, Finlandia/Helikon CD 101
- Sallinen: Kullervo - Hynninen, Silvasti, Naumanen, Jacobsson/ Chœur et Orchestre de l'Opéra national de Finlande/ Ulf Söderblom, Ondine ODE-780-3T
- Wagner: L'Or du Rhin - Orchestre du Festival de Bayreuth/ Pierre Boulez, Philips 434-421-2
- Wagner: L'Or du Rhin - Staatskapelle de Dresde / Marek Janowski, Ariola-Eurodisk 610058-233
- Wagner: La Walkyrie - Orchestre du festival de Bayreuth / Pierre Boulez, Philips 434-422-2
- Wagner: La Walkyrie - Orchestre symphonique de la Radiodiffusion bavaroise / Bernard Haitink, Emi 667-749 534-2
- Wagner: Siegfried - Staatskapelle de Dresde / Marek Janowski, Auriola-Eurodisc
- Wagner: Le Crépuscule des dieux - Staatskapelle de Dresde / Marek Janowski, Ariola-Eurodisk
- Wagner: Le Crépuscule des dieux - Metropolitan Opera Orchestra / James Levine, DG 429 385-2
- Wagner: Le Vaisseau fantôme - Chœur et orchestre du Festival de Bayreuth / Woldemar Nelsson, Philips
- Wagner: Parsifal - Chœur et Orchestre du Festival de Bayreuth / James Levine, Philips
- Wagner: Tannhäuser - Domingo, Baltsa, Bonney, Studer / Chœur de l’Opéra de Covent Garden / orchestre philharmonique de Londres / Giuseppe Sinopoli
- Opera scenes from Savonlinna. Chœur et orchestre du Festival d'opéra de Savonlinna , Bis
- George Malmstenin lauluja. Matti Salminen, Pirjo ja Matti Bergström et son orchestre. Finlandia, 1975.
- Ei kiirettä kyytimies. Matti Salminen et studio-orkesteri, direction George de Godzinsky. Finlandia, 1976.
- Härmän häät ja muita kansanlauluja. Salminen & Ralf Gothóni. Polarvox, 1978.
- Lauluja onnesta ja kaipauksesta. Matti Salminen, Konserttiorkesteri, direction George de Godzinsky. Polarvox.
- Matti Salminen laulaa lauluja ja romansseja. George de Godzinsky et son orchestre, Finlandia
- Tänä iltana Matti Salminen. Chant du spectacle télévisuel «Tänä iltana Matti Salminen", Oy MTV Ab
- Serenadeja sinulle. Chansons d’anciens disques, Polarvox/Valitut Palat
- Rantakoivun alla. Matti Salminen, Studio-orkesteri et Jaakko Salo. Finnlevy, 1983.
- Taas kaikki kauniit muistot. Sikermä joululauluja, Matti Salminen (Basse), Erkki Alikoski (orgue). Lounais-Suomen Syöpäyhdistys, 1983.
- On hetki. Studio-orkesteri et Esa Helasvuo, Polarvox, 1987.
- Myrskylintu. Studio-orkesteri et Hannu Bister, Polarvox, 1987.
- Sinua, sinua rakastan. Kokoelma vanhoja äänitteitä, Polarvox
- Matti Salminen: Lauluja LP:ltä "On hetki" ja "Myrskylintu"
- Matti Salminen: Lauluja LP:ltä "Lauluja Onnesta ja kaipauksesta" ja "Härmän häät"
- Opera Arias. Matti Salminen et  orchestre symphonique de Lahti, direction Eri Klas. Bis, 1991.
- Suomalaisia lauluja. Matti Salminen, Ralf Gothoni (piano), George de Godzinsky (direction), Polarvox, 1992.
- Suuret suomalaiset laulajat. Valitut Palat, 1992.
- Suomalaisia joululauluja. Matti Salminen (Basse), Kiviniemi, Kalevi (orgue), Rantamäki, Tuija (violoncelle)), Avanti! (Orchestre de chambre), direction Atso Almila. Lahden Kansainvälinen Urkuviikko ry, 1997.
- Oskar Merikannon lauluja elämälle. Matti Salminen (Basse), Kalevi Kiviniemi (orgue). Taidekeskus Salmela, 1999.
- Uralin pihlaja - Slaavilaisia romansseja. Orchestre philharmonique de Tampere et Matti Salminen, direction Riku Niemi. Ondine ODE 981-2, 2001.
- Iloinen joulu. Matti Salminen et l'Orchestre philharmonique de Tampere, direction Kyösti Haatanen. Ondine ODE 9932, 2001.
- Sulle kauneimmat laululuni laulan. Ylioppilaskunnan Laulajat (YL), direction Matti Hyökki, solisteina Matti Salminen (Basse), Tuomas Katajala (tenor). Ondine, 2005.
- Jouluyö, Juhlayö - Savonlinnan oopperajuhlien joulu. Kyösti Haatanen et l’orchestre municipal de Tampere, solistes Ritva-Liisa Korhonen (soprano), Eeva-Liisa Saarinen (mezzosoprano), Jorma Hynninen (baryton), Esa Ruuttunen (baryton), Matti Salminen (Basse), Reimo Sirkiä (tenor), Peter Lindroos (tenor), Jorma Silvasti (tenor). 2006.
- Tulipunaruusut - Usko Kempin 100 v. juhlalevy. Vieno Kekkonen, Risto Nevala, Pekka Harmovaara, Matti Salminen et Sointu-orkesteri. Turun Tähtituotanto Oy / fifty-fifty records, 2007.
- Elämäni lauluja - Finnish Songbook. Matti Salminen (Basse) et orchestre municipal d’Helsinki, direction John Storgårds. Ondine ODE 11352, 2008.
- Malmstenin aapinen - Rakkaimmat lastenlaulut. Matti Salminen (Basse), Kameleonttikuoro (chœur), et Tapiola Sinfonietta, direction Jyri Nissilä. Ondine ODE 11192, 2008.
- Joulu on meillä. Polyteknikkojen Kuoro ja Matti Salminen, direction Juha Kuivanen. Polyteknikkojen Kuoron musiikkikustannus Oy, 2009.
- Rautavaara: Rasputin. Paasikivi, Hynninen, Anttila, Korhonen, Rantanen, Suovanen, Korhonen/ Chœur de l’opéra national de Finlande / Mikko Franck, Ondine ODV 4003 (DVD)